# Kolar
Kolar là một thị xã và là nơi đặt hội đồng thành phố của quận Kolar thuộc bang Karnataka, Ấn Độ.

## Địa lý
Kolar có vị trí 13°08′B 78°08′Đ / 13,13°B 78,13°Đ Nó có độ cao trung bình là 822 mét (2696 feet).

## Nhân khẩu
Theo điều tra dân số năm 2001 của Ấn Độ, Kolar có dân số 113.299 người. Phái nam chiếm 51% tổng số dân và phái nữ chiếm 49%. Kolar có tỷ lệ 72% biết đọc biết viết, cao hơn tỷ lệ trung bình toàn quốc là 59,5%: tỷ lệ cho phái nam là 76%, và tỷ lệ cho phái nữ là 68%. Tại Kolar, 13% dân số nhỏ hơn 6 tuổi.